# Les Enfants de Don Quichotte

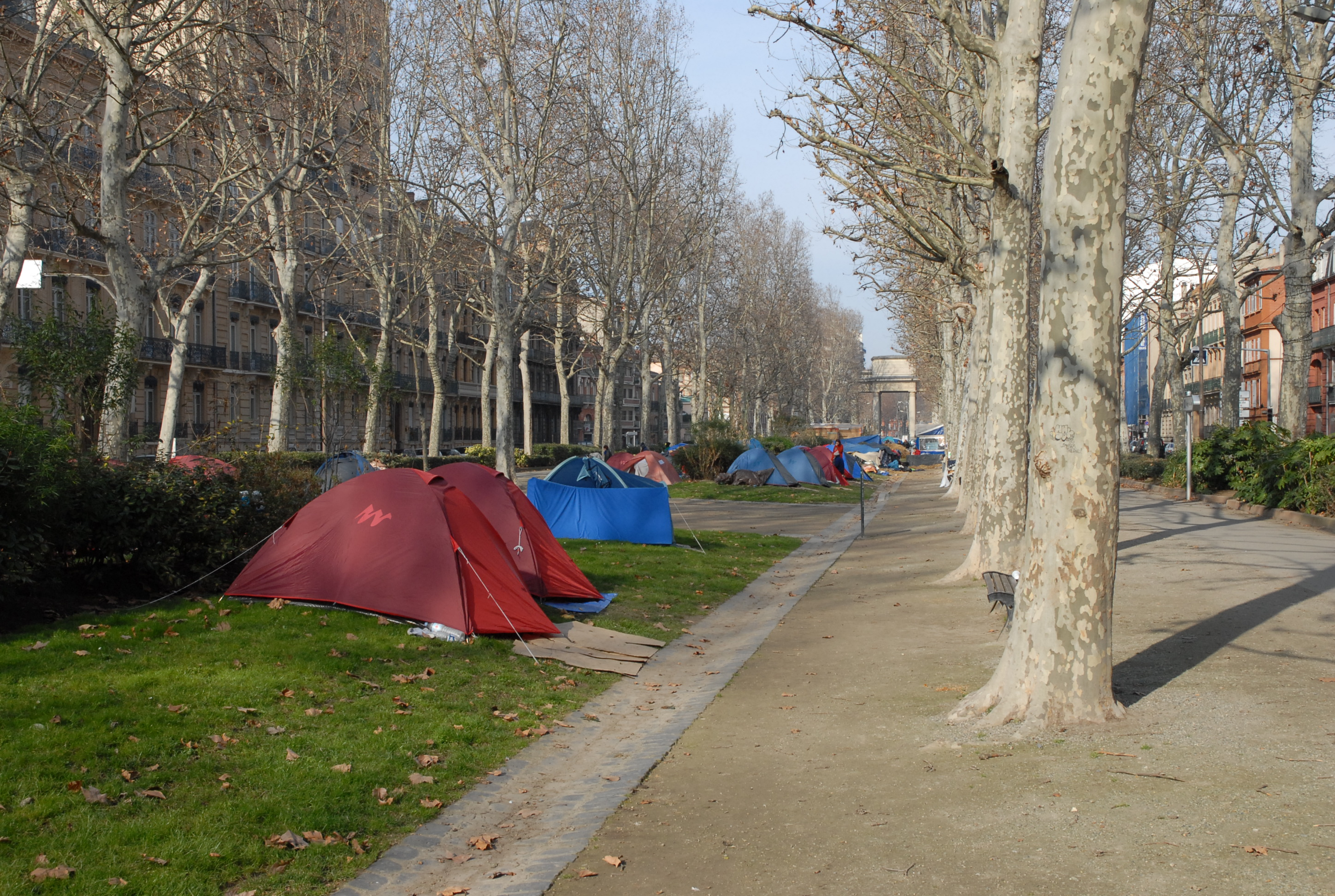
Tenten opgezet door De Kinderen van Don Quichot in Toulouse, Frankrijk (februari 2007)

Les Enfants de Don Quichotte (De Kinderen van Don Quichot) is een Franse actiegroep, opgericht op 16 november 2006 door de acteur Augustin Legrand. In januari 2007 genoot de groep internationale media-aandacht doordat ze in de rijke wijken van Parijs, langs het kanaal Saint Martin, honderden tenten opzette voor daklozen. Op deze manier wilden zij mensen uit de hogere sociale klassen wijzen op het daklozenprobleem.
De actiegroep is vernoemd naar het boek Don Quichot (over een dwaze held die zich met zijn goede bedoelingen maar onpraktische daden min of meer belachelijk maakt) van Miguel de Cervantes. Op het moment van de oprichting leefden er in Frankrijk naar schatting 100.000 mensen op straat, en ruim 2,5 miljoen mensen waren slecht behuisd of wachtten op een plek in de sociale woningbouw. In totaal werden 250 Parijse daklozen door Legrand in een tent gehuisvest. Omdat er zoveel aandacht aan het project van de 'Kinderen van Don Quichot' is geschonken, onder andere door de media en door diverse bekende Fransen, beloofde de Franse regering meer aandacht te besteden aan het daklozenprobleem. Na die belofte hebben de 'Kinderen van Don Quichot' de tenten in de Parijse binnenstad afgebroken. Momenteel gaan er in de politiek stemmen op om een wet in te voeren die het daklozen mogelijk maakt de regering aan te klagen als zij onder erbarmelijke omstandigheden leven, maar een directe maatregel is tot nog toe (januari 2007) niet genomen.